# Alterra Power
Alterra Power Corp., una subsidiaria de Innergex Renewable Energy Inc., es una compañía diversificada de generación de energía renovable con sede en Vancouver, Columbia Británica, Canadá. Se formó en 2011 a través de la fusión de Magma Energy Corp. y Plutonic Power Corp. Desarrolla, posee, adquiere y opera proyectos hidroeléctricos, eólicos, solares y geotérmicos. El 6 de febrero de 2018, Innergex Renewable Energy Inc. completó la adquisición de Alterra, incluidos todos sus activos.

## Fusión
El 7 de marzo de 2011, se anunció que Magma Energy y Plutonic Power se fusionarían para crear Alterra Power Corp. Magma Energy pasó a llamarse Alterra Power y cada accionista de Plutonic Power recibió 2.38.   Acciones de magma por cada acción plutónica. Como resultado, la compañía fusionada posee dos plantas de energía geotérmica en Islandia y una en Nevada (desde entonces vendida), una de las centrales hidroeléctricas fluviales y una granja eólica en la Columbia Británica y una opción para un proyecto solar en Ontario.

## Plantas de energía
| Nombre        | Tecnología     | Ubicación                                | Capacidad de la placa de identificación |
| ------------- | -------------- | ---------------------------------------- | --------------------------------------- |
| Toba Montrose | Correr de rio  | Columbia Británica, Canadá               | 235 MW                                  |
| Reykjanes     | Geotermia      | Península de reykjanes, Islandia         | 100 MW                                  |
| Svartsengi    | Geotermia      | Campo geotérmico de Svartsengi, Islandia | 74 MW                                   |
| Kokomo        | Energía solar  | Indiana, Estados Unidos                  | 7 MW                                    |
| Dokie 1       | Energía eólica | Columbia Británica, Canadá               | 144 MW                                  |
| Shannon       | Energía eólica | Texas, Estados Unidos                    | 204 MW                                  |
| espartano     | Energía eólica | Míchigan, Estados Unidos                 | 13.5 MW                                 |

## Proyectos

### Toba Montrose Hydro
East Toba River (123MW) y Montrose Creek (73MW) son dos plantas hidroeléctricas de pasada con 18 km de distancia, han operado desde 2010 con una capacidad combinada de 196 MW y generan un promedio de 720 GWh de electricidad al año, lo cual es Contratado a BC Hydro hasta 2045.

#### Upper Toba Valley
El proyecto hidroeléctrico Upper Toba Valley originalmente planeó dos instalaciones de energía renovable construidas a 90 km al norte del río Powell, BC, en la cabecera de Toba Inlet; la primera está en Jimmie Creek, que fluye hacia el oeste en el río Toba y la segunda en el río Upper Toba. La capacidad instalada de las dos instalaciones sería de 124 MW con una generación de energía anual esperada de 316 GW hr / año. Alterra recibió un Acuerdo de Compra de Energía de BC Hydro para construir las instalaciones de Upper Toba. En 2013, Alterra también recibió un Acuerdo de Compra de Energía de BC Hydro para construir las instalaciones de 62MW Jimmie Creek. En 2016, Alterra Power Corp. anunció que las instalaciones de Jimmie Creek habían alcanzado su potencia total de 62 MW. Se encuentra a 50°34′08″N 124°04′21″O / 50.568962, -124.072627

### Expansiones de energía solar
A principios de 2011, Plutonic Power acordó, junto con GE Energy financial Services, comprar las plantas de energía fotovoltaica propuestas en Ontario a First Solar . Las tres plantas tendrán una capacidad total de 50 MW, dividida entre Amherstburg (10MW), Belmont (20MW) y Walpole (20MW). Esto representa una primera incursión en la energía solar para Plutonic Power, aunque First Solar seguirá proporcionando la ingeniería, la adquisición, la construcción y la operación.

## La controversia de orka
En 2010, durante la crisis financiera islandesa, Magma Energy adquirió el 98,5% de las acciones de la empresa de energía geotérmica islandesa HS Orka. El acuerdo creó una oposición en Islandia. El 21 de mayo de 2010, el cantante islandés Björk escribió una carta abierta en el periódico Reykjavík Grapevine, pidiendo al gobierno islandés que "haga todo lo que esté a su alcance para revocar los contratos con Magma Energy". El acuerdo fue aprobado por el Gobierno islandés. Recientemente, Alterra como operador tiene el 67%, mientras que los fondos de pensiones islandeses tienen el 33%.